# Grandidieria
Grandidieria је род слатководних шкољки из породице Unionidae, речне шкољке.
Grandidieria живи у језеру Тангањика, Африка.

## Врсте
Врсте у оквиру рода Grandidieria:
- Grandidieria burtoni (Woodward, 1859)